# IBK Dalen
IBK Dalen – szwedzki wielosekcyjny klub unihokejowy z siedzibą w Umeå, założony w 1990 roku. Dwukrotny wicemistrz Szwecji w sezonach 2011/12 i 2012/13

## Sukcesy

### Krajowe
Superliga szwedzka w unihokeju mężczyzn
- 2.miejsce( 2 x ): 2011/12, 2012/13
- 3.miejsce( 3 x ): 2002/03, 2004/05, 2007/06, 2015/16

### Międzynarodowe
Puchar Mistrzów IFF
- 2. miejsce (1 x ): 2012

## Drużyna

### Kadra w sezonie 2015/2016
Stan aktualny na dzień 26 lipca 2016
| Bramkarze                   |
| 86 Martin Stolt             |
| 94 Måns Parsjö-Tegnér       |
| Obrońcy                     |
| 04 Mattias Ljunggren        |
| 06 Linus Andersson          |
| 10 Johan Ericsson           |
| 12 Patrik Suchánek          |
| 13 Henrik Sjöström          |
| 14 Stefan Dellsand Lindberg |
| 55 Viktor Nystedt           |
| 78 Lukas Harneskn           |

| Napastnicy             |
| 18 Ville Turula        |
| 20 Martin Tokoš        |
| 25 Ketil Kronberg      |
| 27 Niclas Brolin Ljung |
| 29 Alexander Bodén     |
| 33 Marcus Berglund     |
| 70 Jonas Svahn         |
| 71 Felix Stenbäck      |
| 91 Jim Johansson       |
| 93 Albin Andersson     |
| 97 Fredrik Edholm      |